# 索耶島

索耶島（英語：Sawyer Island）是南極洲的島嶼，屬於比斯科群島的一部分，處於皮克維克島以北，長3.7公里，在1957年被繪入阿根廷地圖，現時由南極條約體系管理。